# Калініно (Верховазький район)
Калі́ніно (рос. Калинино) — присілок у складі Верховазького району Вологодської області, Росія. Входить до складу Верхівського сільського поселення.

## Населення
Населення — 1 особа (2010; 6 у 2002).
Національний склад (станом на 2002 рік):
- росіяни — 100 %